# Nuoto ai XIX Giochi asiatici - 50 metri stile libero maschili
La gara dei 50 metri stile libero maschili di nuoto ai XIX Giochi asiatici si è svolta il 25 settembre 2023, durante i XIX Giochi asiatici, presso l'Hangzhou Olympic Sports Expo Center.

## Podio
| Pos.    | Atleta        | Nazione       |
| ------- | ------------- | ------------- |
| Oro     | Ji Yu-chan    | Corea del Sud |
| Argento | Ian Yentou Ho | Hong Kong     |
| Bronzo  | Pan Zhanle    | Cina          |

## Record
Prima della manifestazione il record del mondo (RM), il record asiatico (AS) e il record dei giochi (RC) erano i seguenti.
|  | 20"91 | César Cielo Filho | 18 dicembre 2009 San Paolo |
|  | 21"67 | Shinri Shioura    | 7 aprile 2019 Tokyo        |
|  | 21"94 | Ning Zetao        | 23 settembre 2014 Incheon  |

Durante la competizione è stato migliorato il seguente record:
|  | 21"84 | Ji Yu-chan |
|  | 21"72 | Ji Yu-chan |

## Programma
| Data              | Ora (UTC+8) | Turno     |
| ----------------- | ----------- | --------- |
| 25 settembre 2024 | 10:22       | Batterie  |
| 25 settembre 2024 | 11:49       | Spareggio |
| 25 settembre 2024 | 19:42       | Finale    |

## Risultati

### Batterie
| Pos. | Batteria | Corsia | Atleta                   | Nazionalità   | Tempo        | Note |
| ---- | -------- | ------ | ------------------------ | ------------- | ------------ | ---- |
| 1    | 5        | 3      | Ji Yu-chan               | Corea del Sud | 21"84        | Q    |
| 2    | 6        | 4      | Ian Ho                   | Hong Kong     | 22"07        | Q    |
| 3    | 5        | 4      | Jonathan Tan             | Singapore     | 22"15        | Q    |
| 4    | 6        | 5      | Shinri Shioura           | Giappone      | 22"30        | Q    |
| 5    | 6        | 3      | Pan Zhanle               | Cina          | 22"47        | Q    |
| 6    | 5        | 5      | Wang Changhao            | Cina          | 22"48        | Q    |
| 7    | 4        | 5      | Katsumi Nakamura         | Giappone      | 22"52        | Q    |
| 8    | 4        | 3      | Baek In-chul             | Corea del Sud | 22"68        | SO   |
| 8    | 4        | 4      | Teong Tzen Wei           | Singapore     | 22"68        | SO   |
| 10   | 5        | 6      | Samyar Abdoli            | Iran          | 22"80        |      |
| 11   | 6        | 2      | Matthew Abeysinghe       | Sri Lanka     | 23"10        |      |
| 11   | 4        | 2      | Tonnam Kanteemool        | Thailandia    | 23"10        |      |
| 13   | 6        | 6      | Virdhawal Khade          | India         | 23"12        |      |
| 14   | 6        | 7      | Tsui Wai Chi             | Hong Kong     | 23"32        |      |
| 15   | 5        | 8      | Marin Sohran             | Iran          | 23"47        |      |
| 16   | 4        | 7      | Dulyawat Kaewsriyong     | Thailandia    | 23"49        |      |
| 17   | 4        | 6      | Waleed Abdulrazzaq       | Kuwait        | 23"52        |      |
| 18   | 5        | 7      | Anil Kumar Shylaja Anand | India         | 23"54        |      |
| 19   | 5        | 2      | Bryan Leong              | Malaysia      | 23"55        |      |
| 20   | 4        | 1      | Joe Kurniawan            | Indonesia     | 23"67        |      |
| 21   | 5        | 1      | Jarod Hatch              | Filippine     | 23"77        |      |
| 22   | 3        | 5      | Musa Jalaýew             | Turkmenistan  | 23"80        |      |
| 23   | 6        | 8      | Tameem El-Hamayda        | Qatar         | 23"87        |      |
| 24   | 1        | 3      | Nguyễn Hoàng Khang       | Vietnam       | 24"03        |      |
| 25   | 4        | 8      | Alexander Shah           | Nepal         | 24"15        |      |
| 26   | 3        | 2      | Ng Chi Hin               | Macao         | 24"30        |      |
| 27   | 3        | 4      | Issa Al-Adawi            | Oman          | 24"33        |      |
| 28   | 6        | 1      | Batbayaryn Enkhtamir     | Mongolia      | 24"43        |      |
| 28   | 3        | 6      | Ahmed Diab               | Qatar         | 24"43        |      |
| 30   | 3        | 3      | Antoine De Lapparent     | Cambogia      | 24"53        |      |
| 31   | 3        | 8      | Arslan Gaýypnazarow      | Turkmenistan  | 24"84        |      |
| 32   | 2        | 4      | Mahmoud Abugharbia       | Palestina     | 24"89        |      |
| 33   | 2        | 6      | Phansovannarun Montross  | Cambogia      | 24"91        |      |
| 34   | 3        | 7      | Rentsendorjiin Tamir     | Mongolia      | 25"00        |      |
| 35   | 3        | 1      | Muhammad Ahmed Durrani   | Pakistan      | 25"05        |      |
| 36   | 2        | 5      | Ardasher Gadoev          | Tagikistan    | 25"36        |      |
| 37   | 2        | 1      | Santisouk Inthavong      | Laos          | 25"85        |      |
| 38   | 2        | 3      | Muhammad Hamza Anwer     | Pakistan      | 26"16        |      |
| 39   | 2        | 7      | Slava Sihanouvong        | Thailandia    | 26"51        |      |
| 40   | 2        | 8      | Ali Imaan                | Maldive       | 26"57        |      |
| 41   | 1        | 4      | Fahim Anwari             | Afghanistan   | 27"16        |      |
| 42   | 2        | 2      | Ahmadjon Kholov          | Tagikistan    | 27"39        |      |
| DSQ  | 1        | 5      | Jolanio Gutteres         | Timor Est     | Squalificato |      |

### Spareggio
| Pos. | Corsia | Atleta         | Nazionalità   | Tempo | Note |
| ---- | ------ | -------------- | ------------- | ----- | ---- |
| 1    | 5      | Teong Tzen Wei | Singapore     | 22"24 | Q    |
| 2    | 4      | Baek In-chul   | Corea del Sud | 22"39 |      |

### Finale
| Pos. | Corsia | Atleta           | Nazionalità   | Tempo | Note |
| ---- | ------ | ---------------- | ------------- | ----- | ---- |
|      | 4      | Ji Yu-chan       | Corea del Sud | 21"72 |      |
|      | 5      | Ian Ho           | Hong Kong     | 21"87 |      |
|      | 2      | Pan Zhanle       | Cina          | 21"92 |      |
| 4    | 3      | Jonathan Tan     | Singapore     | 22"11 |      |
| 5    | 1      | Katsumi Nakamura | Giappone      | 22"20 |      |
| 6    | 8      | Teong Tzen Wei   | Singapore     | 22"26 |      |
| 7    | 7      | Wang Changhao    | Cina          | 22"29 |      |
| 8    | 6      | Shinri Shioura   | Giappone      | 22"35 |      |